# キンラジ
キンラジは、2004年4月2日から2007年3月30日まで新潟放送（BSNラジオ）で毎週金曜9:00 - 15:00に生放送されていたラジオ番組。

## 概要
2004年4月2日に放送開始。毎週金曜日の9:00から15:00まで6時間の生放送を行っていた。
メインパーソナリティである近藤丈靖は、かつてテレビ平日夕方の「BSNニュースワイド」でキャスターを務めた経験があるが、この「キンラジ」では様々な人気キャラクターを生み出すなど“演技派”としての実力を開眼、「報道系のアナウンサー」という固定観念を払拭した。
人気を博したコーナー「今すぐ使える新潟弁講座」は、その後2005年春にスタートしたテレビ平日夕方の情報番組「イブニング王国!」でもコーナー化され、さらに2005年と2006年冬にはCD化され全国発売されるなど、大きな話題を呼んだ（同コーナーの詳細は同項目を参照）。
この他、午後1時台には新潟県知事泉田裕彦（当時）が出演するコーナー「知事の時間です」も設けられていた。
2007年春の番組改編で、それまで月曜から木曜の午前に放送されていた「ミュージックポスト」が、メインパーソナリティの大倉修吾の体力面を考慮して終了することとなり、代わって近藤に白羽の矢が立った。これによって「ミュージックポスト」は3月29日、「キンラジ」は3月30日を以ってそれぞれ最終回となり放送を終了。翌4月から月曜から木曜は「近藤丈靖の独占!ごきげんアワー」、金曜は「大倉修吾の縁歌劇場」が放送されている。なお、それまで「キンラジ」で放送されていた「今すぐ使える新潟弁講座」はそのまま「ごきげんアワー」に引き継がれ、日替わりコンテンツとしてリニューアルされている。

## 放送時間
- 2004年4月2日 - 2007年3月30日
- 毎週金曜　9:00 - 15:00（JST）

## パーソナリティ・番組レギュラー
パーソナリティ
- 近藤丈靖（BSNアナウンサー）放送開始 - 終了
- 小林恵子（同・当時）放送開始 - 2005年3月
- 佐野佳世（同・当時）2005年4月 - 2006年8月4日
- 和田朋子（同局専属フリーアナウンサー） 2006年8月11日 - 放送終了

スナッピー中継 レポーター
- 山田かおり

知事の時間です レギュラーゲスト
- 泉田裕彦（新潟県知事・当時）